# Денисовский сельсовет (Башкортостан)
Денисовский сельсовет — муниципальное образование в Мелеузовском районе Башкортостана.
Административный центр — село Богородское.

## История
Сельский совет образован в 1919 году и назывался Трясинским, в честь героя гражданской войны Ефима Федоровича Трясина. Согласно постановлению Президиума Верховного Совета БАССР № 6-3/110 от 15.07.1953 года Трясинский и Петропавловский сельсоветы были объединены в один Денисовский, с центром в д. Денисовке. В состав Денисовского сельсовета вошли следующие населенные пункты: с. Богородское, д. Михайловка, д. Загребайловка, д. Воздвиженка, д. Денисовка, д. Саитовская база, д. Ново-Казанковка, д. Петропавловская база.
В 1957 году центр Денисовского сельсовета переведен в с. Богородское, где находится по настоящее время.
В период с 1965 года по 1979 год деревни Загребайловка, Воздвиженка, Денисовка распались и были выведены из состава сельсовета.
На основании решения администрации Мелеузовского района Республики Башкортостан № 39 от 22.04.1992 года образована администрация Денисовского сельсовета.
В 1998 году администрация Денисовского сельсовета переименована в Денисовскую сельскую администрацию.
В 2005 году был вновь образован Денисовский сельсовет.
В 2009 году был объединён с Саитовским сельсоветом.
Согласно Закону о границах, статусе и административных центрах муниципальных образований в Республике Башкортостан имеет статус сельского поселения.

## Население
| 2002  | 2009  | 2010  | 2012  | 2013  | 2014  | 2015  |
| ----- | ----- | ----- | ----- | ----- | ----- | ----- |
| 1377  | ↗1585 | ↘1474 | ↗1513 | ↘1449 | ↘1424 | ↗1514 |
| 2016  | 2017  | 2018  |       |       |       |       |
| ↗1527 | ↗1529 | ↘1502 |       |       |       |       |

## Состав сельского поселения
| № | Населённый пункт | Тип населённого пункта       | Население |
| - | ---------------- | ---------------------------- | --------- |
| 1 | Богородское      | село, административный центр | ↘508      |
| 2 | Саитовский       | деревня                      | ↘377      |
| 3 | Новая Казанковка | деревня                      | ↗240      |
| 4 | Петропавловка    | деревня                      | ↘209      |
| 5 | Михайловка       | деревня                      | ↘140      |

## Экономика
В 1932 году организовался колхоз «Рассвет» с центром в с. Богородском, колхоз «Боевик» — в д. Ново-Казанковке, колхоз им. Трясина — в Денисовке, колхоз «Новострой» — в д. Михайловке, колхоз «Пролетариат» — в д. Загребайловке.
В 1952 году на базе бывших колхозов «Рассвет», «Боевик», «Трясина», «Новострой», «Пролетариат» был образован укрупненный колхоз имени Трясина.

## Известные уроженцы
- Серёгин, Иван Тимофеевич (9 сентября 1933 — 24 июня 1996) — нефтяник, отличник нефтяной промышленности СССР (1979), лауреат Государственной премии СССР (1983)[15].